# Pseudocerceis
Pseudocerceis là một chi giáp xác trong họ Sphaeromatidae.

## Các loài
- Pseudocerceis furculata
- Pseudocerceis latistylis
- Pseudocerceis seleneides
- Pseudocerceis trilobata